# Acraea amphimalla
Acraea amphimalla är en fjärilsart som beskrevs av John Obadiah Westwood 1881. Acraea amphimalla ingår i släktet Acraea och familjen praktfjärilar. Inga underarter finns listade i Catalogue of Life.